# Hipericina
La hipericina (químicamente: 1,3,4,6,8,13-hexahidroxi-10,11-dimetilfenantro(1,10,9,8-opqra)perilen-7,14-diona número CAS 548-04-9) es un derivado rojo de la antraquinona que, junto con la hiperforina, es uno de los componentes activos principales de la hierba de San Juan o hipérico (Hypericum perforatum). Se cree que la hipericina actúa como un antibiótico e inhibidor no selectivo de la cinasa. La hipericina puede inhibir la acción de la enzima dopamina β-hidroxilasa, elevando los niveles de dopamina, aunque así posiblemente disminuya la concentración de adrenalina y noradrenalina (también llamadas epinefrina y norepinefrina, respectivamente). Puede causar fotosensibilidad (sensibilidad a la luz) cuando se sobrepasa la dosis recomendada. Debido a que la hipericina se acumula preferencialmente en tejidos cancerosos, también se utiliza como indicador de células cancerosas. Además, se está investigando el papel de la hipericina como agente en la terapia fotodinámica, por el que un compuesto bioquímico será absorbido por el organismo y se hará visible más adelante con la luz espectro-específica de las lámparas especializadas o de las fuentes de láser, para fines terapéuticos.
Destaca la mayor concentración de Hy-G en los tejidos de los estambres de Hypericum perforatum. La hipericina se emplea (extraída de la hierba de San Juan o preparando la hierba en infusión) especialmente como fármaco antidepresivo, especialmente para casos en los que la depresión es moderada.